# Tratado de Worms (1743)
El Tratado de Worms de 1743, fue una alianza firmada entre Gran Bretaña, el Sacro Imperio Romano Germánico y el Reino de Cerdeña para colaborar militarmente en la península italiana, en el contexto de la guerra de sucesión austriaca.

## Contexto
Tras la muerte sin descendencia masculina de Carlos VI, emperador del Sacro Imperio Romano Germánico (que incluía el archiducado de Austria), estalló en Europa la guerra de sucesión austriaca, en la que varios pretendientes intentaron hacer valer sus derechos sobre algunos estados del imperio, entre ellos los reyes Felipe V de España y su hijo Carlos VII de Nápoles, que aspiraban a la posesión de los ducados de Parma y Placencia en la península italiana, con el apoyo de Luis XV de Francia concertado en los Pactos de Familia.  
La emperatriz María Teresa I de Austria, sucesora de Carlos VI, buscó apoyos extranjeros para la defensa de sus posesiones en Italia contra las amenazas españolas.  El 1 de febrero de 1742 Cerdeña y Austria concertaron en Turín un acuerdo provisional por el cual se comprometían a colaborar militarmente para contrarrestar a las tropas españolas en territorio italiano.

## Acuerdos
A fin de evitar la expansión de los Borbones en el Mediterráneo, Gran Bretaña (estaba en guerra con España) entró en la alianza sardo-austriaca.  Lord Carteret, secretario de Jorge II de Gran Bretaña, Ignatius John de Wafner, en nombre de María Teresa I de Austria y el chevalier Ossorio, enviado por Carlos Manuel III de Cerdeña concertaron el 13 de septiembre de 1743 en la ciudad de Worms el acuerdo, cuyos principales puntos incluían:
- Defensa mutua de las partes firmantes; ninguna de las partes establecería paces o treguas sin el consentimiento de los otros;
- El rey de Cerdeña renunciaba a sus derechos sobre el ducado de Milán austriaco y se comprometía a la defensa de las posesiones de María Teresa en territorio italiano;
- El Sacro Imperio Romano Germánico enviaría 30.000 soldados a Italia, además de los que ya tenía desplegados sobre el terreno; Cerdeña mantendría 40.000 de infantería y 5.000 de caballería, estando todos ellos bajo el mando del rey de Cerdeña, en concierto con la emperatriz.  Gran Bretaña enviaría una gran flota de guerra para apoyar a ambos.
- Gran Bretaña pagaría a Cerdeña un subsidio de 200.000 libras esterlinas anuales para el mantenimiento de las tropas, durante el tiempo que durase la guerra.
- La emperatriz cedería a Cerdeña parte de los ducados de Pavía y Placencia y del condado de Angera, comprendiendo los territorios entre el reino de Cerdeña y el lago Maggiore y los ríos Tesino, Po y Nure.  Igualmente, cedería el marquesado de Finale, para dar salida al Mediterráneo a Cerdeña.

## Repercusiones
La alianza así pactada, fortaleciendo al ejército sardo, contribuyó a recrudecer la guerra en territorio italiano.  Al año siguiente se sucedieron las batallas de Villafranca, Casteldelfino, Velletri y Madonna del Olmo, en las que las tropas hispano-francesas enfrentaron a las fuerzas aliadas por el tratado de Worms.
La cesión a Cerdeña del marquesado de Finale, sobre el cual la emperatriz María Teresa no tenía ningún derecho de posesión pues había sido vendido en 1713 por Carlos VI a la república de Génova, fue considerado una injusticia contra este estado; el propio William Pitt, portavoz de la Cámara de los Comunes del Reino Unido mostraría su desacuerdo con los términos del tratado.  
En 1745 España, Francia y el reino de Nápoles firmaron el tratado de Aranjuez, mediante el cual se comprometían a apoyar militarmente a Génova. 
La derrota austriaca en el asedio de Génova en 1747. Permitió a la República mantener su integridad territorial. Incluido Finale.